# Lac Harrison (Canada)
Pour les articles homonymes, voir Lac Harrison.
Le lac Harrison (en anglais : Harrison Lake) est le plus grand lac de la chaîne Côtière, en Colombie-Britannique, au Canada.

## Géographie
Alimenté par la Lillooet et la Silver, il est à l'origine de l'Harrison.

## Histoire
Le lac Harrison a joué un rôle important dans l'histoire des débuts de la Colombie-Britannique en tant qu'une des liaisons maritimes sur la Douglas Road pour accéder aux champs aurifères du haut Fraser pendant la Fraser Canyon Gold Rush de 1858-1860. Il a été nommé « Harrison » par  gouverneur George Simpson de la Compagnie de la Baie d'Hudson, en l'honneur de Benjamin Harrison (administrateur de l'hôpital), le directeur (plus tard sous-gouverneur) de la Baie d'Hudson Entreprise,:106.